# كوتا يوشيهارا
كوتا يوشيهارا (吉原 宏太) (ولد 2 فبراير 1978) هو لاعب كرة قدم ياباني سابق، شارك في كوبا أمريكا 1999.

## مسيرته الكروية
لعب كوتا يوشيهارا خلال مسيرته الاحترافية مع 4 أندية في سبعة عشر موسمًا وسجل خلالها 105 هدف ضمن 397 مباراة. ولم يفز بأي موسم بالكأس وفاز في موسم واحد بالدوري.
خاض كوتا يوشيهارا مسيرته مع نادي هوكايدو كونسادول سابورو في موسم 1996 ليلعب معه أربعة مواسم، مشاركًا في 105 مباراة سجل خلالها 40 هدف. ثم انتقل إلى نادي غامبا أوساكا في موسم 2000 ليلعب معه ستة مواسم، حيث شارك في 134 مباراة سجل خلالها 38 هدفًا. لينتقل بعدها إلى نادي أوميا أرديجا في موسم 2006 واستمر معه طيلة ثلاثة مواسم، مشاركًا في 60 مباراة سجل خلالها 9 أهداف. ثم انتقل إلى نادي ميتو هوليهوك في موسم 2009 ليلعب معه أربعة مواسم، مشاركًا في 98 مباراة سجل خلالها 18 هدفًا.

## روابط خارجية
- كوتا يوشيهارا على موقع الاتحاد الدولي (مؤرشف)  (الإنجليزية)
- كوتا يوشيهارا على موقع رابطة كرة القدم اليابانية للمحترفين (اليابانية)
- كوتا يوشيهارا على موقع قاعدة بيانات كرة القدم.إي يو (الإنجليزية)
- كوتا يوشيهارا على موقع ناشيونال فوتبول تيمز (الإنجليزية)
- كوتا يوشيهارا على موقع Soccerway.com (الإنجليزية)
- كوتا يوشيهارا على موقع عالم كرة القدم.نت (الإنجليزية)
- كوتا يوشيهارا على موقع أوليمبيديا (الإنجليزية)

1. ↑  "Stats Centre: Kota Yoshihara Facts". الغارديان. مؤرشف من الأصل في 2012-06-01. اطلع عليه بتاريخ 2009-05-07.
2. ↑  "كوتا يوشيهارا". فرق كرة القدم الوطنية. Benjamin Strack-Zimmerman. اطلع عليه بتاريخ 2020-06-26.